# 南アフリカ共和国の空港の一覧
南アフリカ共和国の空港の一覧を示す。

## 空港
| 都市                                   | 州                     | ICAO | IATA          | 空港名                                                                       | 地理座標                                                           | 標高  |
| -------------------------------------- | ---------------------- | ---- | ------------- | ---------------------------------------------------------------------------- | ------------------------------------------------------------------ | ----- |
| 民間空港                               |                        |      |               |                                                                              |                                                                    |       |
| アッヘニアイルス                       | 北ケープ州             | FAAG | AGZ           | アッヘニアイルス空港                                                         | 南緯29度16分54秒 東経018度48分50秒 / 南緯29.28167度 東経18.81389度 | 2,648 |
| アレクサンダー・ベイ                   | 北ケープ州             | FAAB | ALJ           | アレクサンダー・ベイ飛行場 (Kortdoorn Airport)                               | 南緯28度34分24秒 東経016度32分06秒 / 南緯28.57333度 東経16.53500度 | 98    |
| アリワル・ノース                       | 東ケープ州             | FAAN |               | アリワル・ノース空港 (Aliwal North Airport)                                  | 南緯30度41分00秒 東経026度44分00秒 / 南緯30.68333度 東経26.73333度 | 4,410 |
| アルカントパン (Alkantpan)             | 北ケープ州             | FACO |               | アルカントパン空港 (Alkantpan Airport)                                       | 南緯29度54分23秒 東経022度19分00秒 / 南緯29.90639度 東経22.31667度 | 3,591 |
| オールデイズ                           | リンポポ州             | FAAL | ADY           | オールデイズ空港                                                             | 南緯22度40分44秒 東経029度03分19秒 / 南緯22.67889度 東経29.05528度 | 2,600 |
| バルバートン                           | ムプマランガ州         | FABR |               | バルバートン空港                                                             | 南緯25度43分03秒 東経030度58分30秒 / 南緯25.71750度 東経30.97500度 | 2,250 |
| ビースフック (Beeshoek)                | 北ケープ州             | FATF |               | (Tommy's Field)                                                              | 南緯28度15分36秒 東経022度59分35秒 / 南緯28.26000度 東経22.99306度 | 4,360 |
| ベツレヘム                             | フリーステイト州       | FABM |               | ベツレヘム空港                                                               | 南緯28度15分00秒 東経028度20分00秒 / 南緯28.25000度 東経28.33333度 | 5,561 |
| ビショ                                 | 東ケープ州             | FABE | BIY           | ビショ空港 (Bhisho Airport)                                                  | 南緯32度53分42秒 東経027度17分06秒 / 南緯32.89500度 東経27.28500度 | 1,950 |
| ブルームフォンテーン                   | フリーステイト州       | FABL | BFN           | ブルームフォンテーン国際空港                                                 | 南緯29度05分38秒 東経026度18分14秒 / 南緯29.09389度 東経26.30389度 | 4,457 |
| ボータビル                             | フリーステイト州       | FABO |               | ボータビル空港 (Bothaville Airport)                                          | 南緯27度22分00秒 東経026度38分00秒 / 南緯27.36667度 東経26.63333度 | 4,236 |
| ブラックパン                           | ハウテン州             | FABB |               | ブラックパン空港 (Brakpan Airport)                                           | 南緯26度14分17秒 東経028度18分21秒 / 南緯26.23806度 東経28.30583度 | 5,300 |
| ブリッツ                               | 北西州                 | FABS |               | ブリッツ飛行場                                                               | 南緯25度31分56秒 東経027度46分29秒 / 南緯25.53222度 東経27.77472度 | 3,740 |
| ブルトフォンテイン                     | フリーステイト州       | FABU | UTE           | ブルトフォンテイン空港 (Bultfontein Airport)                                 | 南緯28度16分21秒 東経026度08分08秒 / 南緯28.27250度 東経26.13556度 |       |
| カルビニア                             | 北ケープ州             | FACV |               | カルビニア空港 (Calvinia Airport)                                            | 南緯31度30分01秒 東経019度43分33秒 / 南緯31.50028度 東経19.72583度 | 3,250 |
| ケープタウン                           | 西ケープ州             | FACT | CPT           | ケープタウン国際空港                                                         | 南緯33度58分05秒 東経018度36分17秒 / 南緯33.96806度 東経18.60472度 | 151   |
| ケープタウン                           | 西ケープ州             |      | ident ZA-0107 | ロベン島滑走路                                                               | 南緯33度48分01秒 東経018度21分49秒 / 南緯33.80028度 東経18.36361度 | 0     |
| カーナーボン                           | 北ケープ州             | FACN |               | カーナーボン空港                                                             | 南緯30度59分15秒 東経022度07分50秒 / 南緯30.98750度 東経22.13056度 | 4,150 |
| クラドック                             | 東ケープ州             | FACD | CDO           | クラドック空港 (Cradock Airport)                                             | 南緯32度09分20秒 東経025度38分45秒 / 南緯32.15556度 東経25.64583度 | 3,111 |
| クランウィリアム                       | 西ケープ州             | FACW |               | クランウィリアム飛行場 (Clanwilliam Airfield)                                | 南緯32度10分36秒 東経018度52分55秒 / 南緯32.17667度 東経18.88194度 | 425   |
| ダーバン                               | クワズール・ナタール州 | FADN | DUR           | ダーバン国際空港                                                             | 南緯29度57分56秒 東経030度56分57秒 / 南緯29.96556度 東経30.94917度 | 33    |
| ダーバン                               | クワズール・ナタール州 | FALE | DUR           | キング・シャカ国際空港                                                       | 南緯29度36分52秒 東経031度06分59秒 / 南緯29.61444度 東経31.11639度 | 295   |
| イースト・ロンドン                     | 東ケープ州             | FAEL | ELS           | イースト・ロンドン空港                                                       | 南緯33度02分06秒 東経027度49分18秒 / 南緯33.03500度 東経27.82167度 | 435   |
| レファラレ                             | リンポポ州             | FAER | ELL           | レファラレ空港 (Ellisras Airport)、 (Mitimba Airport)                        | 南緯23度43分36秒 東経027度41分18秒 / 南緯23.72667度 東経27.68833度 | 2,793 |
| エンパンゲニ                           | クワズール・ナタール州 | FAEM | EMG           | エンパンゲニ空港 (Empangeni Airport)                                         | 南緯28度43分07秒 東経031度53分34秒 / 南緯28.71861度 東経31.89278度 | 238   |
| エルメロ                               | ムプマランガ州         | FAEO |               | エルメロ空港 (Ermelo Airport)                                                | 南緯26度30分00秒 東経029度59分00秒 / 南緯26.50000度 東経29.98333度 | 5,700 |
| フィックスバーグ                       | フリーステイト州       | FAFB | FCB           | フィックスバーグ空港 (Ficksburg Airport)                                     | 南緯28度49分30秒 東経027度54分30秒 / 南緯28.82500度 東経27.90833度 | 5,315 |
| フィサンテクラール / ダーバンヴル      | 西ケープ州             | FAFK |               | フィサンテクラール飛行場                                                     | 南緯33度46分10秒 東経018度44分00秒 / 南緯33.76944度 東経18.73333度 | 400   |
| ハリップ・ダム                         | フリーステイト州       | FAHV |               | ハリップ・ダム空港 (Gariep Dam Airport)                                      | 南緯30度33分44秒 東経025度31分48秒 / 南緯30.56222度 東経25.53000度 | 4,176 |
| ジョージ                               | 西ケープ州             | FAGG | GRJ           | ジョージ空港                                                                 | 南緯34度00分24秒 東経022度22分30秒 / 南緯34.00667度 東経22.37500度 | 648   |
| ギヤニ                                 | リンポポ州             | FAGI | GIY           | ギヤニ空港 (Giyani Airport)                                                  | 南緯23度17分00秒 東経030度39分00秒 / 南緯23.28333度 東経30.65000度 | 1,575 |
| グラーフ＝ライネ                       | 東ケープ州             | FAGR |               | グラーフ＝ライネ空港 (Graaff Reinet Airport)                                 | 南緯32度11分41秒 東経024度32分28秒 / 南緯32.19472度 東経24.54111度 | 2,588 |
| グラハムズタウン                       | 東ケープ州             | FAGT |               | グラハムズタウン空港 (Grahamstown Airport)                                   | 南緯33度17分00秒 東経026度30分00秒 / 南緯33.28333度 東経26.50000度 | 2,135 |
| グレータウン                           | クワズール・ナタール州 | FAGY |               | グレータウン空港                                                             | 南緯29度07分25秒 東経030度34分56秒 / 南緯29.12361度 東経30.58222度 | 3,531 |
| Harmony, バージニア                    | フリーステイト州       | FAHA |               | (Harmony Airport)                                                            | 南緯28度04分43秒 東経026度51分40秒 / 南緯28.07861度 東経26.86111度 | 4,399 |
| ハリスミス                             | フリーステイト州       | FAHR | HRS           | ハリスミス空港                                                               | 南緯28度14分00秒 東経029度06分00秒 / 南緯28.23333度 東経29.10000度 | 5,585 |
| ヘイジービュー                         | ムプマランガ州         | FAHW | HZV           | ヘイジービュー空港 (Hazyview Airport)                                        | 南緯25度03分00秒 東経031度07分55秒 / 南緯25.05000度 東経31.13194度 |       |
| ハイデルベルグ                         | ハウテン州             | FAHG |               | ハイデルベルグ空港                                                           | 南緯26度30分30秒 東経028度23分30秒 / 南緯26.50833度 東経28.39167度 |       |
| フルフルウェ                           | クワズール・ナタール州 | FAHL | HLW           | フルフルウェ空港                                                             | 南緯28度00分30秒 東経032度16分30秒 / 南緯28.00833度 東経32.27500度 | 249   |
| ホエドスプルート                       | リンポポ州             | FAHS | HDS           | ホエドスプルート空港 (Eastgate Airport)                                      | 南緯24度21分17秒 東経031度03分01秒 / 南緯24.35472度 東経31.05028度 | 1,738 |
| ヨハネスブルグ                         | ハウテン州             | FAGC | GCJ           | グランド・セントラル空港                                                     | 南緯25度59分13秒 東経028度08分26秒 / 南緯25.98694度 東経28.14056度 | 5,325 |
| ヨハネスブルグ                         | ハウテン州             | FALA | HLA           | ランセリア国際空港                                                           | 南緯25度56分23秒 東経027度55分29秒 / 南緯25.93972度 東経27.92472度 | 4,517 |
| ヨハネスブルグ                         | ハウテン州             | FAOR | JNB           | O・R・タンボ国際空港                                                         | 南緯26度08分01秒 東経028度14分32秒 / 南緯26.13361度 東経28.24222度 | 5,558 |
| ヨハネスブルグ                         | ハウテン州             | FAGM | QRA           | ランド空港                                                                   | 南緯26度14分31秒 東経028度09分05秒 / 南緯26.24194度 東経28.15139度 | 5,483 |
| キンバリー                             | 北ケープ州             | FAKM | KIM           | キンバリー空港                                                               | 南緯28度48分06秒 東経024度45分49秒 / 南緯28.80167度 東経24.76361度 | 3,950 |
| クレインジー                           | 北ケープ州             | FAKZ | KLZ           | クレインジー空港                                                             | 南緯29度40分59秒 東経017度05分35秒 / 南緯29.68306度 東経17.09306度 | 270   |
| クレルクスドルプ                       | 北西州                 | FAKD | KXE           | クレルクスドルプ空港 (Klerksdorp Airport) (P.C. Pelser Airport)              | 南緯26度52分00秒 東経026度43分00秒 / 南緯26.86667度 東経26.71667度 | 4,444 |
| クーバーグ/メルクボスストラント        | 西ケープ州             | FADX |               | (Delta 200 Airstrip)                                                         | 南緯33度38分58秒 東経018度28分18秒 / 南緯33.64944度 東経18.47167度 | 220   |
| コイングナアス (Koingnaas)             | 北ケープ州             |      | KIG           | コイングナアス空港 (Koiingnaas Airport) (Koingnaas Airport)                  | 南緯30度11分16秒 東経017度16分45秒 / 南緯30.18778度 東経17.27917度 |       |
| コマティプルト                         | ムプマランガ州         | FAKP | KOF           | コマティプルト空港 (Komatipoort Airport)                                     | 南緯25度26分26秒 東経031度55分49秒 / 南緯25.44056度 東経31.93028度 |       |
| クルーンスタッド                       | フリーステイト州       | FAKS |               | クルーンスタッド空港                                                         | 南緯27度39分44秒 東経027度18分46秒 / 南緯27.66222度 東経27.31278度 | 4,700 |
| クルーガーズドープ                     | ハウテン州             | FAKR |               | クルーガーズドープ空港 (Krugersdorp Airport)                                 | 南緯26度04分54秒 東経027度43分32秒 / 南緯26.08167度 東経27.72556度 | 5,499 |
| クルマン                               | 北ケープ州             | FAKU | KMH           | ヨハン・ピーナール空港                                                       | 南緯27度27分35秒 東経023度24分45秒 / 南緯27.45972度 東経23.41250度 | 4,370 |
| レディスミス                           | クワズール・ナタール州 | FALY | LAY           | レディスミス空港                                                             | 南緯28度34分48秒 東経029度45分10秒 / 南緯28.58000度 東経29.75278度 | 3,548 |
| リヒテンバーグ                         | 北西州                 | FALI |               | リヒテンバーグ空港 (Lichtenburg Airport)                                     | 南緯26度10分00秒 東経026度11分00秒 / 南緯26.16667度 東経26.18333度 | 4,875 |
| ライム・エイカーズ / フィンシュ鉱山    | 北ケープ州             | FALC | LMR           | (Finsch Mine Airport)                                                        | 南緯28度21分30秒 東経023度26分30秒 / 南緯28.35833度 東経23.44167度 | 4,900 |
| ルイス・トリハート                     | リンポポ州             | FALO | LCD           | ルイス・トリハート空港 (Louis Trichardt Airport)                             | 南緯23度03分42秒 東経029度51分53秒 / 南緯23.06167度 東経29.86472度 | 3,025 |
| ルシキシキ                             | 東ケープ州             | FALK | LUJ           | ルシキシキ空港 (Lusikisiki Airport)                                          | 南緯31度17分00秒 東経029度31分00秒 / 南緯31.28333度 東経29.51667度 |       |
| マフィケング / ムマバト                | 北西州                 | FAMM | MBD           | マフィケング空港 (Mmabatho Airport)                                          | 南緯25度48分27秒 東経025度32分40秒 / 南緯25.80750度 東経25.54444度 | 4,181 |
| (Majuba Power Station)                 | ムプマランガ州         | FAMJ |               | (Majuba Power Station Airport)                                               | 南緯27度04分45秒 東経029度46分42秒 / 南緯27.07917度 東経29.77833度 | 5,600 |
| マラ・マラ (Mala Mala)                 | ムプマランガ州         | FAMD | AAM           | マラ・マラ空港                                                               | 南緯24度49分03秒 東経031度32分41秒 / 南緯24.81750度 東経31.54472度 | 1,100 |
| マレラネ                               | ムプマランガ州         | FAMN | LLE           | マレラネ空港 (Malelane Airport)                                              | 南緯25度28分24秒 東経031度33分56秒 / 南緯25.47333度 東経31.56556度 | 1,153 |
| マーブル・ホール                       | リンポポ州             | FAMI |               | マーブル・ホール空港 (Marble Hall Airport)                                   | 南緯24度59分30秒 東経029度17分00秒 / 南緯24.99167度 東経29.28333度 | 2,980 |
| マルギット                             | クワズール・ナタール州 | FAMG | MGH           | マルギット空港                                                               | 南緯30度51分00秒 東経030度21分00秒 / 南緯30.85000度 東経30.35000度 | 495   |
| ミッデルバーグ                         | ムプマランガ州         | FAMB |               | ミッデルバーグ空港 (Middelburg Airport)                                      | 南緯25度41分08秒 東経029度26分26秒 / 南緯25.68556度 東経29.44056度 | 4,886 |
| ムクゼ (Mkuzi)                         | クワズール・ナタール州 | FAMU | MZQ           | ムクゼ空港 (Mkuze Airport)、(Mkuzi Airport)                                  | 南緯27度37分33秒 東経032度02分39秒 / 南緯27.62583度 東経32.04417度 | 400   |
| モディモッレ                           | リンポポ州             | FANY |               | モディモッレ空港 (Modimolle Airport)、ニールストロム空港 (Nylstroom Airport) | 南緯24度41分08秒 東経028度25分59秒 / 南緯24.68556度 東経28.43306度 |       |
| モーセル・ベイ                         | 西ケープ州             | FAMO | MZY           | モーセル・ベイ空港 (Mossel Bay Airport)                                      | 南緯34度09分26秒 東経022度03分41秒 / 南緯34.15722度 東経22.06139度 | 526   |
| ウムタタ                               | 東ケープ州             | FAUT | UTT           | ウムタタ空港 (was K.D. Matanzima Airport)                                    | 南緯31度32分52秒 東経028度40分27秒 / 南緯31.54778度 東経28.67417度 | 2,425 |
| ムトゥバトゥバ/ ドゥクドゥク           | クワズール・ナタール州 | FADK | DUK           | ムトゥバトゥバ空港 (Mtubatuba Airport)                                       | 南緯28度22分06秒 東経032度14分53秒 / 南緯28.36833度 東経32.24806度 | 210   |
| ムシナ                                 | リンポポ州             | FAMS | MEZ           | ムシナ空港 (Musina Airport)、(Morningside Farm Airport)                      | 南緯22度21分20秒 東経029度59分00秒 / 南緯22.35556度 東経29.98333度 | 1,881 |
| ムザムバ (Mzamba) / Wild Coast Region  | 東ケープ州             | FAMW | MZF           | ワイルド・コースト・サン空港、ムザムバ空港 (Mzamba Airport)                  |                                                                    |       |
| ネルスプロイト (クルーガー国立公園)    | ムプマランガ州         | FAKN | MQP           | クルーガー・ムプマランガ国際空港                                             | 南緯25度23分30秒 東経031度05分57秒 / 南緯25.39167度 東経31.09917度 | 2,829 |
| ネルスプロイト                         | ムプマランガ州         | FANS | NLP           | ネルスプロイト空港                                                           | 南緯25度30分08秒 東経030度54分43秒 / 南緯25.50222度 東経30.91194度 | 2,901 |
| ニューカッスル                         | クワズール・ナタール州 | FANC | NCS           | ニューカッスル空港                                                           | 南緯27度46分22秒 東経029度58分35秒 / 南緯27.77278度 東経29.97639度 | 4,074 |
| ンガラ                                 | ムプマランガ州         | FANG | NGL           | ンガラ飛行場 (Ngala Airfield)                                                |                                                                    |       |
| オウツフルン                           | 西ケープ州             | FAOH | OUH           | オウツフルン空港 (Oudtshoorn Airport)                                        | 南緯33度36分00秒 東経022度11分00秒 / 南緯33.60000度 東経22.18333度 | 1063  |
| パリス                                 | フリーステイト州       | FAPY |               | パリス空港 (Parys Airport)                                                   | 南緯26度53分14秒 東経027度30分19秒 / 南緯26.88722度 東経27.50528度 | 4,740 |
| ファラボルワ                           | リンポポ州             | FAPH | PHW           | ヘンドリック・バン・エック空港、ファラボルワ空港 (Phalaborwa Airport)        | 南緯23度56分10秒 東経031度09分18秒 / 南緯23.93611度 東経31.15500度 | 1,432 |
| ピンダ・プライベート・ゲーム・リザーブ | クワズール・ナタール州 | FADQ | PZL           | (Zulu Inyala Airport)                                                        | 南緯27度50分58秒 東経032度18分35秒 / 南緯27.84944度 東経32.30972度 |       |
| ピート・レティーフ                     | ムプマランガ州         | FAPF |               | ピート・レティーフ空港                                                       | 南緯27度00分00秒 東経030度50分36秒 / 南緯27.00000度 東経30.84333度 | 4,420 |
| ピーターマリッツバーグ                 | クワズール・ナタール州 | FAPM | PZB           | ピーターマリッツバーグ空港                                                   | 南緯29度38分48秒 東経030度23分52秒 / 南緯29.64667度 東経30.39778度 | 2,423 |
| ピラネスバーグ / サンシティ            | 北西州                 | FAPN | NTY           | ピラネスバーグ国際空港                                                       | 南緯25度20分08秒 東経027度10分18秒 / 南緯25.33556度 東経27.17167度 | 3,412 |
| プレッテンバーグ・ベイ                 | 西ケープ州             | FAPG | PBZ           | プレッテンバーグ・ベイ空港 (Plettenberg Bay Airport)                         | 南緯34度05分17秒 東経023度19分43秒 / 南緯34.08806度 東経23.32861度 | 465   |
| ポロクワネ                             | リンポポ州             | FAPP | PTG           | ポロクワネ国際空港、ピーテールスバーグ国際空港 (Pietersburg Int'l)           | 南緯23度50分43秒 東経029度27分31秒 / 南緯23.84528度 東経29.45861度 | 4,076 |
| ポロクワネ                             | リンポポ州             | FAPI |               | ピーテールスバーグ地域空港                                                   | 南緯23度55分35秒 東経029度29分04秒 / 南緯23.92639度 東経29.48444度 | 4,354 |
| ポンゴーラ                             | クワズール・ナタール州 | FAPL |               | ポンゴーラ空港                                                               | 南緯27度21分42秒 東経031度36分20秒 / 南緯27.36167度 東経31.60556度 | 942   |
| ポート・アルフレッド                   | 東ケープ州             | FAPA | AFD           | ポート・アルフレッド空港                                                     | 南緯33度35分00秒 東経026度53分00秒 / 南緯33.58333度 東経26.88333度 | 275   |
| ポート・エリザベス                     | 東ケープ州             | FAPE | PLZ           | ポートエリザベス国際空港                                                     | 南緯33度59分24秒 東経025度36分37秒 / 南緯33.99000度 東経25.61028度 | 226   |
| ポート・セント・ジョンズ               | 東ケープ州             | FAPJ | JOH           | ポート・セント・ジョンズ空港 (Port St. Johns Airport)                        | 南緯31度37分00秒 東経029度31分00秒 / 南緯31.61667度 東経29.51667度 | 1,227 |
| ポチェフストルーム                     | 北西州                 | FAPS |               | ポチェフストルーム空港 (Potchefstroom Airport)                               | 南緯26度40分05秒 東経027度05分05秒 / 南緯26.66806度 東経27.08472度 | 4,520 |
| プレトリア                             | ハウテン州             | FAWB | PRY           | ヴォンデールボアム空港                                                       | 南緯25度39分13秒 東経028度13分27秒 / 南緯25.65361度 東経28.22417度 | 4,095 |
| プリースカ                             | 北ケープ州             | FAPK | PRK           | プリースカ空港 (Prieska Airport)                                             | 南緯29度41分01秒 東経022度46分14秒 / 南緯29.68361度 東経22.77056度 | 3104  |
| クイーンズタウン                       | 東ケープ州             | FAQT | UTW           | クイーンズタウン空港 (Queenstown Airport)                                    | 南緯31度55分00秒 東経026度53分00秒 / 南緯31.91667度 東経26.88333度 | 3,637 |
| ライフィロ                             | 北西州                 | FARI | RVO           | ライフィロ空港 (Reivilo Airport)                                             | 南緯27度32分50秒 東経024度10分23秒 / 南緯27.54722度 東経24.17306度 | 4,691 |
| リチャーズ・ベイ                       | クワズール・ナタール州 | FARB | RCB           | リチャーズ・ベイ空港                                                         | 南緯28度44分25秒 東経032度05分36秒 / 南緯28.74028度 東経32.09333度 | 109   |
| ロバートソン                           | 西ケープ州             | FARS | ROD           | ロバートソン飛行場                                                           | 南緯33度49分00秒 東経019度54分00秒 / 南緯33.81667度 東経19.90000度 | 640   |
| ルステンブルク                         | 北西州                 | FARG |               | ルステンブルグ空港                                                           | 南緯25度39分00秒 東経027度17分00秒 / 南緯25.65000度 東経27.28333度 | 3,700 |
| セツンダ                               | ムプマランガ州         | FASC | ZEC           | セツンダ空港 (Secunda Airport)                                               | 南緯26度31分14秒 東経029度10分20秒 / 南緯26.52056度 東経29.17222度 | 5,250 |
| シシェン                               | 北ケープ州             | FASS | SIS           | シシェン空港 (Sishen Airport)                                                | 南緯27度39分00秒 東経023度00分00秒 / 南緯27.65000度 東経23.00000度 | 3,848 |
| スククザ                               | ムプマランガ州         | FASZ | SZK           | スククザ空港                                                                 | 南緯24度58分00秒 東経031度36分00秒 / 南緯24.96667度 東経31.60000度 | 1,020 |
| スプリングボック                       | 北ケープ州             | FASB | SBU           | スプリングボック空港 (Springbok Airport)                                     | 南緯29度41分22秒 東経017度56分20秒 / 南緯29.68944度 東経17.93889度 | 2,690 |
| スプリングス                           | ハウテン州             | FASI |               | スプリングス空港 (Springs Airport)                                           | 南緯26度14分54秒 東経028度23分51秒 / 南緯26.24833度 東経28.39750度 | 5,340 |
| ステレンボッシュ                       | 西ケープ州             | FASH |               | ステレンボッシュ空港 (Stellenbosch Airport)                                  | 南緯33度58分47秒 東経18度49分11秒 / 南緯33.97972度 東経18.81972度  | 295   |
| ストロイスバーイ                       | 西ケープ州             | FAAF |               | (Andrew's Field airfield)                                                    | 南緯34度45分40秒 東経020度02分05秒 / 南緯34.76111度 東経20.03472度 | 30    |
| スウェレンダム                         | 西ケープ州             | FASX |               | ヘンドリック・スフェレンフレベル空港 (Hendrik Swellengrebel Airport)         | 南緯34度03分00秒 東経020度29分00秒 / 南緯34.05000度 東経20.48333度 | 407   |
| Tempe, ブルームフォンテーン            | フリーステイト州       | FATP |               | ニュー・テンプ空港 (New Tempe Airport)                                       | 南緯29度01分58秒 東経026度09分29秒 / 南緯29.03278度 東経26.15806度 | 4,526 |
| ターバ・ニシュー                       | フリーステイト州       | FATN | TCU           | ターバ・ニシュー空港 (Thaba Nchu Airport)                                    | 南緯29度19分03秒 東経026度49分20秒 / 南緯29.31750度 東経26.82222度 | 4,938 |
| トホイアンドゥー                       | リンポポ州             | FATH | THY           | パトリック・ムペプー空港 (P.R. Mphephu Airport)                              | 南緯23度04分37秒 東経030度23分00秒 / 南緯23.07694度 東経30.38333度 | 2,018 |
| (Tutuka Power Station)                 | ムプマランガ州         | FATT |               | (Tutuka Power Station Airport)                                               | 南緯26度46分29秒 東経029度20分16秒 / 南緯26.77472度 東経29.33778度 | 5,313 |
| ツァニーン                             | リンポポ州             | FATZ | LTA           | ツァニーン空港 (Tzaneen Airport)                                             | 南緯23度49分48秒 東経030度19分00秒 / 南緯23.83000度 東経30.31667度 | 1,914 |
| ウルンディ                             | クワズール・ナタール州 | FAUL | ULD           | ウルンディ空港 (Prince Mangosuthu Buthelezi Airport)                         | 南緯28度19分10秒 東経031度25分01秒 / 南緯28.31944度 東経31.41694度 | 1,720 |
| アピントン                             | 北ケープ州             | FAUP | UTN           | アピントン空港 (Upington International Airport)                              | 南緯28度24分04秒 東経021度15分36秒 / 南緯28.40111度 東経21.26000度 | 2,791 |
| ヴェネティア鉱山                       | リンポポ州             | FAVM |               | ヴェネティア鉱山空港 (Venetia Mine Airport)                                  | 南緯22度26分53秒 東経029度20分15秒 / 南緯22.44806度 東経29.33750度 | 2,333 |
| フェリーニヒング                       | ハウテン州             | FAVV |               | フェリーニヒング空港 (Vereeniging Airport)                                   | 南緯26度34分12秒 東経027度57分36秒 / 南緯26.57000度 東経27.96000度 | 4,846 |
| ビクトリア・ウェスト                   | 北ケープ州             | FAVW |               | ビクトリア・ウェスト空港 (Victoria West Airport)                             | 南緯31度24分00秒 東経023度09分00秒 / 南緯31.40000度 東経23.15000度 | 4,120 |
| Virginia, ダーバン                     | クワズール・ナタール州 | FAVG | VIR           | バージニア空港                                                               | 南緯29度46分14秒 東経031度03分30秒 / 南緯29.77056度 東経31.05833度 | 20    |
| レデンバーグ / サルダニャ・ベイ        | 西ケープ州             | FASD |               | レデンバーグ空港 (Vredenburg Airport)                                        | 南緯32度57分48秒 東経017度58分12秒 / 南緯32.96333度 東経17.97000度 | 50    |
| フレデンダル                           | 西ケープ州             | FAVR | VRE           | フレデンダル空港 (Vredendal Airport)                                         | 南緯31度38分35秒 東経018度32分22秒 / 南緯31.64306度 東経18.53944度 | 330   |
| フライバーグ                           | 北西州                 | FAVB | VRU           | フライバーグ空港                                                             | 南緯26度58分00秒 東経024度44分00秒 / 南緯26.96667度 東経24.73333度 | 3,920 |
| ヴリヘイド                             | クワズール・ナタール州 | FAVY | VYD           | ヴリヘイド空港 (Vryheid Airport)                                             | 南緯27度47分00秒 東経030度48分00秒 / 南緯27.78333度 東経30.80000度 | 3,800 |
| ウェルコム                             | フリーステイト州       | FAWM | WEL           | ウェルコム空港 (Welkom Airport)                                              | 南緯27度59分52秒 東経026度40分10秒 / 南緯27.99778度 東経26.66944度 | 4,399 |
| ウィットバンク                         | ムプマランガ州         | FAWI |               | ウィットバンク空港 (Witbank Airport)                                         | 南緯25度49分56秒 東経029度11分31秒 / 南緯25.83222度 東経29.19194度 | 5,078 |
| ジーラスト                             | 北西州                 | FAZR |               | ジーラスト空港 (Zeerust Airport)                                             | 南緯25度35分56秒 東経026度02分32秒 / 南緯25.59889度 東経26.04222度 | 4,258 |
| 軍用飛行場                             |                        |      |               |                                                                              |                                                                    |       |
| ブルームフォンテーン                   | フリーステイト州       | FABL | BFN           | ブルームスプロイト空軍基地 / ブルームフォンテーン空港                        | 南緯29度05分38秒 東経026度18分14秒 / 南緯29.09389度 東経26.30389度 | 4,457 |
| ケープタウン                           | 西ケープ州             | FAYP |               | エイステールプラート空軍基地                                                 | 南緯33度54分04秒 東経018度29分00秒 / 南緯33.90111度 東経18.48333度 | 49    |
| ダーバン                               | クワズール・ナタール州 | FADN |               | ダーバン空軍基地                                                             | 南緯29度57分56秒 東経030度56分57秒 / 南緯29.96556度 東経30.94917度 | 33    |
| ホエドスプルート                       | リンポポ州             | FAHS | HDS           | ホエドスプルート空軍基地 / (Eastgate Airport)                                | 南緯24度21分17秒 東経031度03分01秒 / 南緯24.35472度 東経31.05028度 | 1,738 |
| ランヘバーンヴェグ / サルダニャ・ベイ  | 西ケープ州             | FALW | SDB           | ランヘバーンヴェグ空軍基地                                                   | 南緯32度58分08秒 東経018度09分55秒 / 南緯32.96889度 東経18.16528度 | 108   |
| ルイス・トリハート                     | リンポポ州             | FALM |               | マカド空軍基地 (was AFB Louis Trichardt)                                     | 南緯23度09分35秒 東経029度41分47秒 / 南緯23.15972度 東経29.69639度 | 3,069 |
| オバーベルフ                           | 西ケープ州             | FAOB |               | オバーベルフ空軍基地                                                         | 南緯34度33分17秒 東経020度15分02秒 / 南緯34.55472度 東経20.25056度 | 52    |
| ポロクワネ                             | リンポポ州             | FAPB |               | (AFB Pietersburg) (disbanded)                                                | 南緯23度50分43秒 東経029度27分31秒 / 南緯23.84528度 東経29.45861度 | 4,076 |
| ポート・エリザベス                     | 東ケープ州             | FAPE | PLZ           | ポート・エリザベス空軍航空施設 / ポート・エリザベス                          | 南緯33度59分24秒 東経025度36分37秒 / 南緯33.99000度 東経25.61028度 | 226   |
| プレトリア                             | ハウテン州             | FAWK |               | ヴォーテールクルーフ空軍基地                                                 | 南緯25度49分40秒 東経028度13分15秒 / 南緯25.82778度 東経28.22083度 | 4,940 |
| プレトリア                             | ハウテン州             | FASK |               | スワートコプ空軍基地 (Zwartkop)                                              | 南緯25度48分35秒 東経028度09分53秒 / 南緯25.80972度 東経28.16472度 | 4,780 |